# Teatro dei Filodrammatici (Milano)
Il Teatro Filodrammatici di Milano, venne realizzato fra il 1798 ed il 1800 dal grande architetto Luigi Canonica, su schizzo del Piermarini rielaborato dal Pollak. Esso venne a più riprese profondamente rimaneggiato, specie nel 1904 quando gli vennero conferite le forme in stile liberty attuali.

## Origini
La storia del teatro comincia con l'ingresso in città del giovane generale Buonaparte, il 15 maggio 1796: uno dei primi atti fu lo sgombero di molte istituzioni religiose, fra le quali il Collegio de' Nobili, una istituzione per l'educazione dei giovani eredi delle famiglie patrizie milanesi, fondata dal cardinale Carlo Borromeo e, in seguito, passata ai gesuiti e, poi, ai barnabiti. Essa disponeva di un teatrino.
Già il successivo 28 giugno un gruppo di filodrammatici denominato Compagnia dei Giovani Repubblicani presentarono, con successo, una petizione al nuovo comandante militare della piazza, generale Despinoy, chiedendo l'assegnazione del teatrino, promettendo di costituirsi in ‘Società del Teatro Patriottico’ e recitare ‘pièces démocratiques’, adeguate allo spirito dei tempi. Il debutto avvenne nell'agosto 1796, con un Guglielmo Tell seguito, in settembre, dalla Virginia dell'Alfieri, cui assistette lo stesso generale Buonaparte.
Nel 1798, sei mesi circa dopo l'armistizio di Leoben, i barnabiti ripresero possesso del Collegio e la Società del Teatro Patriottico devono lasciare il teatro.  Ma riottennero quasi subito, il 4 febbraio, la sconsacrata chiesa dei Santi Cosma e Damiano alla Scala, onde erigervi un nuovo "Teatro Patriottico".

## Il progetto del Canonica
Il disegno di trasformazione della chiesa fu affidato al Piermarini.  Quando, nell'agosto, Piermarini venne destituito dalla carica di ‘Architetto di Stato’ e sostituito dal trentatreenne Canonica, la progettazione del teatro venne ripresa proprio da quest'ultimo (Piermarini, umiliato, era definitivamente rientrato, nella natia Foligno). Piermarini, in effetti, aveva prodotto uno schizzo, sviluppato, già nel 1798 dal Pollak (del quale si conservano i disegni per la facciata, che richiamava l'antica chiesa). Sul lavoro di quest'ultimo si basò, quindi, Canonica.
Le spese furono coperte grazie alla sottoscrizione di soci e di simpatizzanti, all'intervento della Repubblica Cisalpina, del Comune di Milano ed alla vendita di quattro campane della chiesa.
I lavori si interruppero nell'aprile 1799, al rientro degli Austriaci ma riprendevano già un anno dopo, all'indomani di Marengo. E poté essere inaugurato il 21 dicembre 1800, con una rappresentazione del Filippo del solito Alfieri.
Canonica realizzò un teatro di circa 1.000 posti, con quattro ordini superiori interamente in forma di logge, quindi privi della consueta suddivisione in palchi. Sicuramente per scelta ideologica. La scena disponeva di tre grandi ‘velari’, rispettivamente del Galliari, dell'Appiani e del de Maurizio.

## La lunga tradizione artistica
In coincidenza con l'incoronazione di Napoleone Bonaparte come Re d'Italia, il 26 maggio 1805, la ‘Società del Teatro Patriottico’ venne ribattezzata ‘Accademia dei Filodrammatici’ ed aggiunse una scuola d'arte drammatica. Vi recitavano, quali attori dilettanti, anche il Monti, il Porta e, forse, Ugo Foscolo, che fu, comunque, socio. Gli spettacoli si tenevano normalmente di venerdì, giorno di chiusura della Scala.
Al rientro degli Austriaci del Bellegarde e del Saurau, dopo il 1814, alla prosa si aggiunse la rappresentazione musicale. Nel 1826 il compositore spagnolo Diego de Araciel vi diresse l’opera di Rossini Bianca e Falliero, o sia Il consiglio dei tre[1]. Successivamente vi recitarono la Duse, Sarah Bernhardt, Irma Gramatica e molti altri.

## La lunga serie di ristrutturazioni
Fra i primi locali a godere di illuminazione a gas, nel 1885 ebbe anche l'illuminazione elettrica. Ciò accadde in occasione di una generale ristrutturazione progettata da Giovanni Giachi, voluta dalla Accademia in vista dell'apertura stabile ad attori professionisti.
Nel 1904 il teatro fu oggetto di un significativo intervento degli architetti Laveni e Avati (si conosce anche un disegno per la facciata del Giachi), i quali sostituirono la vecchia facciata in laterizio (iniziata ma mai portata a termine) con quella nelle forme liberty ancor oggi conservate.
Nel 1923 il teatro venne nuovamente rinnovato. Nel 1936 la sala venne trasformata in cinematografo.
A seguito dei bombardamenti aerei del 1943 e 1945 il Teatro dei Filodrammatici riportò danni ingenti; si salvarono solo i muri perimetrali, corrispondenti al volume della vecchia chiesa di San Damiano.
Il 24 giugno 1964 venne deciso di affidare i lavori per il nuovo teatro all'arch. Luigi Caccia Dominioni. La proposta dell'architetto era di ricavare la sala teatrale a 9 metri sotto terra e riservare lo sviluppo superiore a un palazzo per uffici. Il piano terra è riconducibile al tema della galleria pubblica, segno costante degli interventi del Caccia nel centro di Milano, dove le diverse destinazioni d'uso sono affrontate da Caccia con la sua solita attenzione ad interpretare al meglio la tradizione milanese. 
L'androne si allunga in forme curve, portando all'interno del teatro. Una scala plastica guida lo spettatore alle due gallerie e quindi alla platea del teatro; la fluidità e la scorrevolezza del percorso sono ancor più accentuate dalle decorazioni musive dei pavimenti nel foyer del teatro, al pianterreno, al primo e secondo piano, realizzate, tra il 1968 e il 1969, da Francesco Somaini. L'architetto aveva già avuto prova della bravura dell'artista: insieme realizzano l'intervento per la Galleria Strasburgo e ancora prima per la villa di Lomazzo, casa Rosales, appartenente alla famiglia dello scultore. 
Caccia è sedotto dai risultati a cui è giunta la ricerca di Somaini nell'ambito del disegno per pavimenti, che raggiungono ora una vaga suggestione simbolista e naturalista.
A differenza dei precedenti interventi musivi si nota una maggiore uniformità dell'insieme, una semplificazione cromatica che quasi tende alla monocromia, in linea con le nuove propensioni di Caccia, e il prevalere delle formule radiali, di elementi più fitti che si inseguono diradandosi in una più chiara tensione dinamica. In particolare il fulcro da cui hanno origine i motivi a gocce è l'ingresso alla sala per tutti i piani delle gallerie, punto d'attrazione per chi entra o deambula negli spazi curvi pensati dall'architetto. La copiosa serie di bozzetti che il Somaini realizza per questo incarico, parla chiaro riguardo alla sua innovazione grafica. Gli schizzi riportano tutti il motivo a gocce che si declina in alcune varianti riscontrabili sulla pavimentazione, che segue le linee curve della planimetria e rammenta elementi vegetali rampicanti, sottolineando i percorsi; ha un andamento a raggiera, che prende vita da un punto focale; riempie al massimo lo spazio disponibile, determinando sequenze alternate di gocce più grandi e più piccole. Le tessere del mosaico, data la nuova semplificazione cromatica operata dal Somaini, risultano essere composte da marmi bianchi e neri accompagnati da grigi e bruni in gradazione.